# Le Périmètre de Kamsé
Pour plus de détails, voir Fiche technique et Distribution.
Le Périmètre de Kamsé est un film documentaire franco-suisse réalisé par Olivier Zuchuat et sorti en 2021.

## Fiche technique
- Titre : Le Périmètre de Kamsé
- Réalisation :  Olivier Zuchuat
- Scénario : Olivier Zuchuat
- Photographie : Olivier Zuchuat
- Son : Hamado Kangambega
- Montage :Olivier Zuchuat
- Production : Andolfi - Prince Film - Les Films du Dromadaire - RTS
- Pays :  France -  Suisse
- Genre : Documentaire
- Durée : 93 minutes
- Date de sortie : France - 27 octobre 2021

## Sélections[1]
- Visions du réel 2020
- Festival International Jean Rouch 2020
- Festival Traces de vies 2020
- Altérités - Festival de cinéma et d'ethnographie de Caen 2021